# André Kesbeke
André Jozef Marie Kesbeke (Axel, 15 november 1906 – Zuiddorpe, 9 november 1976) was een Nederlands politicus. Hij was lid van de KVP.
Kesbeke was van 1 mei 1961 tot de gemeentelijke herindeling van 1 april 1970 burgemeester van Zuiddorpe. In de periode dat hij burgemeester was, heeft Kesbeke zich ingezet voor de bouw van een nieuw schoolgebouw voor de Canisiusschool (geopend in 1964), een sportzaal (geopend in 1969) en een bejaardentehuis (geopend in 1965). Tevens was hij tot zijn overlijden in 1976 voorzitter van het bestuur van de stichting bejaardenzorg Zuiddorpe.
Voordat Kesbeke burgemeester van Zuiddorpe werd, was hij al politiek actief in Axel, waar hij tussen 1948 en 1961 gemeenteraadslid was. Tussen 1959 en 1961 was hij waarnemend burgemeester van die plaats in verband met het gedwongen ziekteverlof van burgemeester P.L.D.J. van Oeveren.
Kesbeke had een Gymnasiumopleiding afgerond en had tot eind jaren ’50 een eigen bakkerij in Axel.